# Rallina leucospila
Rallina leucospila là một loài chim trong họ Rallidae.